# 荒井駅 (兵庫県)
荒井駅（あらいえき）は、兵庫県高砂市荒井町扇町にある、山陽電気鉄道本線の駅。駅番号はSY 32。

## 歴史
- 1923年（大正12年）8月19日：神戸姫路電気鉄道開業と同時に設置[1][2]。
- 1927年（昭和2年）4月1日：神戸姫路電気鉄道が宇治川電気により合併され、同社の駅となる。
- 1933年（昭和8年）6月6日：宇治川電気の鉄道部門が分離され、山陽電気鉄道の駅となる。
- 1941年（昭和16年）7月17日：200 m東に移動し、地下道を使用開始[1][2]。
- 1961年（昭和36年）10月9日：急行停車駅となる。
- 1967年（昭和42年）10月18日：折返線を撤去。
- 1968年（昭和43年）2月：ホーム延長工事完成。
- 1984年（昭和59年）3月25日：急行列車の設定が消滅。
- 2008年（平成20年）
  - 2月：直通特急停車に向けホーム延伸工事開始。
  - 4月14日：直通特急の一部停車開始。
- 2009年（平成21年）3月20日：ダイヤ改正で直通特急の停車時間帯を拡大。山陽特急も一部停車開始。
- 2013年（平成25年）2月12日：駅姫路方の神鋼前踏切において阪神梅田ゆき直通特急がトラックと接触し、前2両が駅の神戸方面行きホームに乗り上げるようにして脱線する事故が発生した[3][4][5][6]。駅設備の被害は神戸・梅田・難波方面のホームの後方部分が崩れた。また、周辺では、住宅、ビル設備の一部が破壊され線路沿いの駐車場の車数台が被害を受けた。これにより、高砂駅 - 大塩駅間が運休となり、当駅も営業を一時休止した。
- 2013年（平成25年）2月14日：始発より通常運行に戻り、駅の営業を再開。
- 2020年（令和2年）1月8日：下り線ホームにおいて出場専用臨時改札口を使用開始[7]。

## 駅構造
相対式ホーム2面2線を有する地上駅。有効長は6両。改札口は神戸方面行ホーム側に地上改札があるほか、神戸寄りに地下改札がある。互いのホーム往復は後者の地下コンコースを使用する。どちらの改札口も無人化されている。地下改札は、駅構内東側をアンダーパスする公共の地下道と繋がっており、開設当初は、周辺の工場への通勤者などの定期券客専用で、朝夕のみの稼動だったが、現在は昼間時も使用されている。また、駅南西部にはICカード専用の出口専用改札があり、朝の通勤時間帯のみ開かれる。

2011年春にバリアフリー化工事が終了し、改札口と各ホームを結ぶエレベーター専用跨線橋が設置された。なお、当駅にはすでに上りホームと下りホームをつなぐ地下道があるが、それのバリアフリー化はなされていない。上りホーム側のエレベーターは改札階-上りホーム-跨線橋と3か所にとまる珍しい形になっている。

### のりば
| 南側 | 本線 | 下り | 飾磨・姫路方面       |
| 北側 | 本線 | 上り | 明石・三宮・梅田方面 |

- 案内上の乗り場番号は設定されていない。

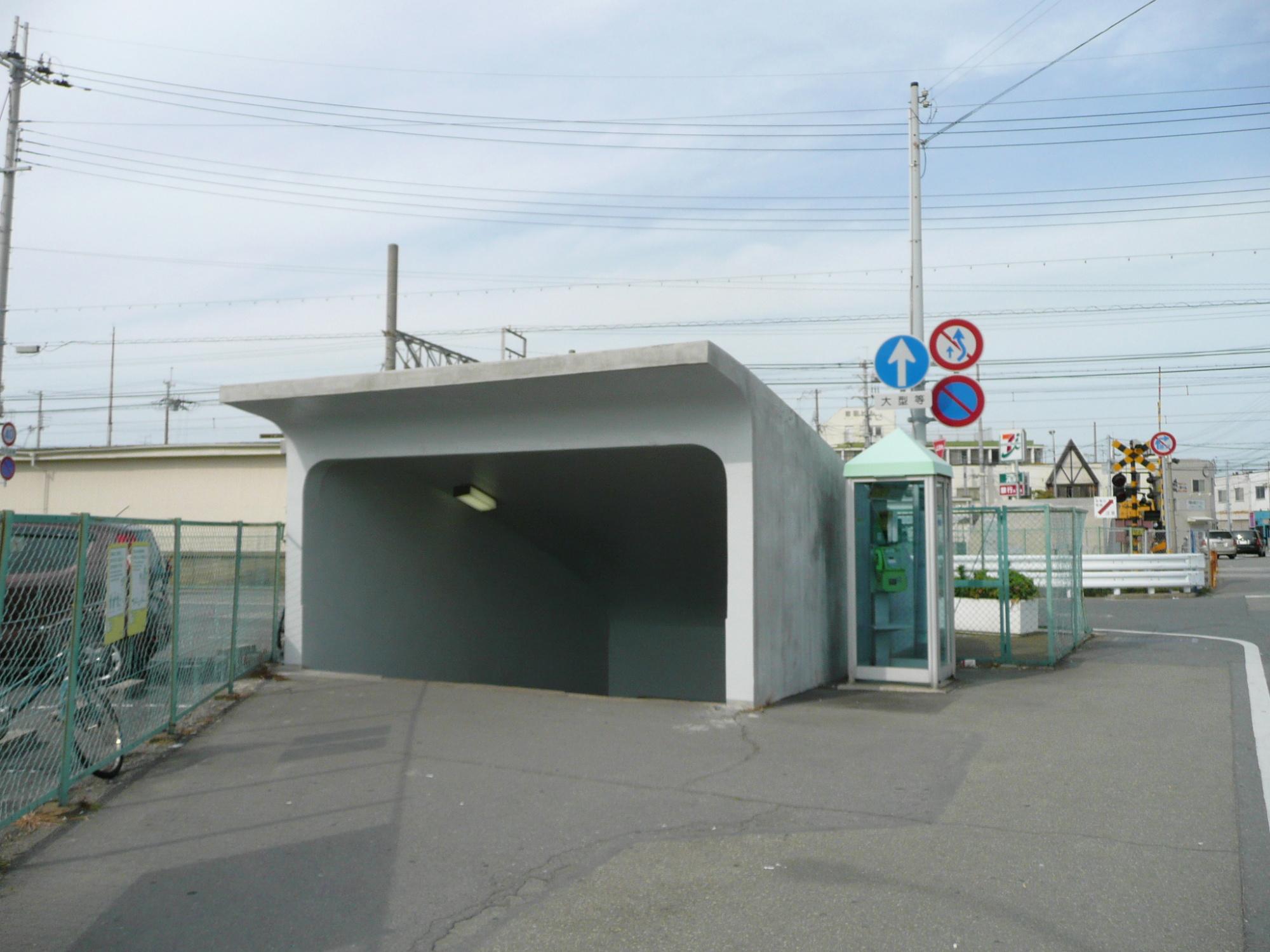
南口
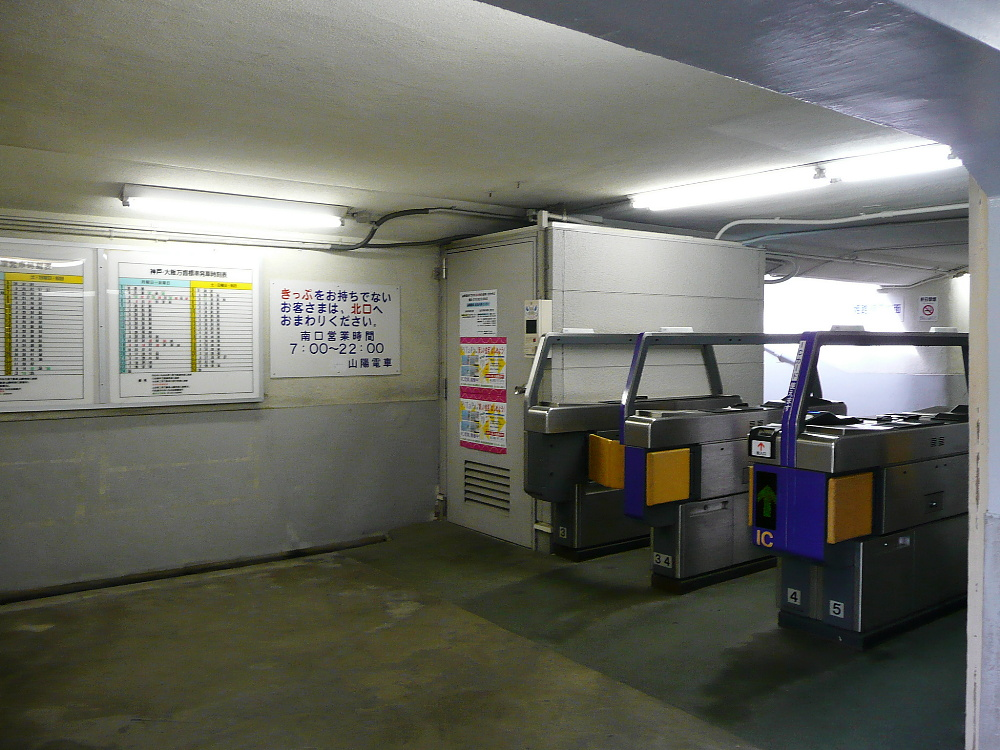
南口地下改札口
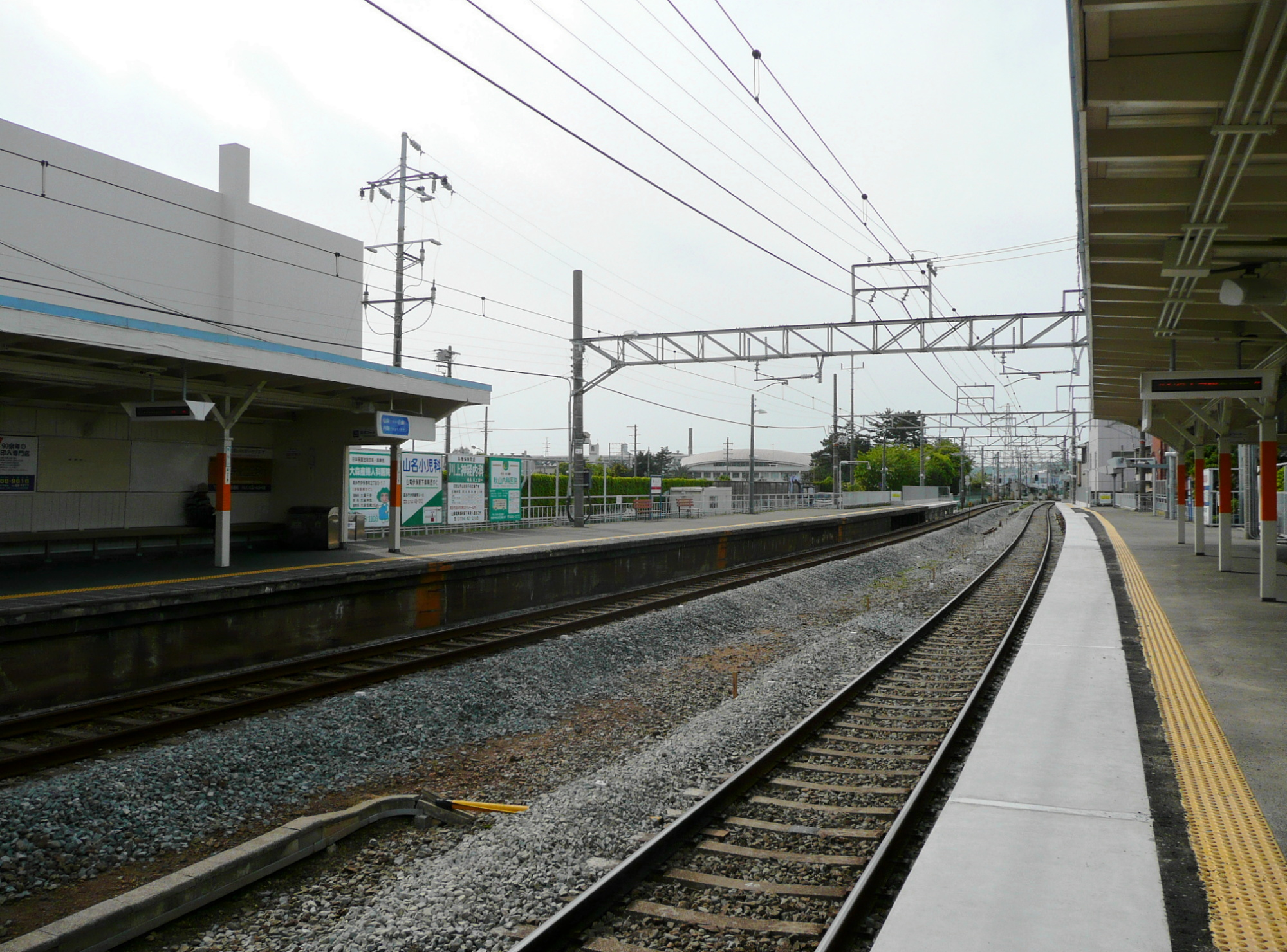
構内

## 利用状況
2021年度の1日平均乗車人員は5,568人である。
山陽電気鉄道の駅では板宿駅に次いで全49駅中第4位。特急通過駅では最も多い。駅周辺の企業が社員の自家用車通勤から電車通勤への転移を積極的に進めたことにより、利用者数が激増している。そのことは、データ上からも、定期利用者がほぼ80％を記録しており、これが山陽電鉄全49駅中最大で、突出した数値である（2017(平成29)年度時点）ことからも分かる。
以下に各年の乗車人員を示す。

### 昭和・平成
| 昭和・平成 | 昭和・平成   | 昭和・平成   | 昭和・平成   | 昭和・平成      | 昭和・平成      | 昭和・平成      | 昭和・平成      | 昭和・平成 | 昭和・平成 | 昭和・平成 | 昭和・平成 | 昭和・平成 | 昭和・平成 |
| 年度       | 乗車人員総数 | 乗車人員総数 | 乗車人員総数 | 内 定期利用者数 | 内 定期利用者数 | 内 定期利用者数 | 内 定期利用者数 | 出典       | 出典       | 出典       | 出典       | 出典       | 出典       |
| 年度       | 人/日        | 増減         | 順位         | 人/日           | 増減            | 利用率          | 順位            | 神         | 明         | 播         | 加         | 高         | 姫         |
| ---------- | ------------ | ------------ | ------------ | --------------- | --------------- | --------------- | --------------- | ---------- | ---------- | ---------- | ---------- | ---------- | ---------- |
| 1978(S53)  | 3,701        |              | 15/48        |                 |                 |                 |                 | [ 神 1 ]   | [ 明 1 ]   | [ 播 1 ]   | [ 加 1 ]   | [ 高 2 ]   | [ 姫 1 ]   |
| 1979(S54)  | 3,526        | -4.74%       | 17/48        |                 |                 |                 |                 | [ 神 1 ]   | [ 明 2 ]   | [ 播 1 ]   | [ 加 1 ]   | [ 高 2 ]   | [ 姫 2 ]   |
| 1980(S55)  | 3,586        | 1.71%        | 16/48        |                 |                 |                 |                 | [ 神 1 ]   | [ 明 3 ]   | [ 播 1 ]   | [ 加 1 ]   | [ 高 2 ]   | [ 姫 2 ]   |
| 1981(S56)  | 3,647        | 1.68%        | 16/48        |                 |                 |                 |                 | [ 神 1 ]   | [ 明 4 ]   | [ 播 2 ]   | [ 加 2 ]   | [ 高 2 ]   | [ 姫 2 ]   |
| 1982(S57)  | 3,734        | 2.40%        | 13/48        |                 |                 |                 |                 | [ 神 2 ]   | [ 明 5 ]   | [ 播 2 ]   | [ 加 2 ]   | [ 高 3 ]   | [ 姫 2 ]   |
| 1983(S58)  | 3,644        | -2.42%       | 14/48        |                 |                 |                 |                 | [ 神 2 ]   | [ 明 5 ]   | [ 播 2 ]   | [ 加 2 ]   | [ 高 4 ]   | [ 姫 2 ]   |
| 1984(S59)  | 3,392        | -6.92%       | 15/48        |                 |                 |                 |                 | [ 神 2 ]   | [ 明 5 ]   | [ 播 2 ]   | [ 加 2 ]   | [ 高 4 ]   | [ 姫 3 ]   |
| 1985(S60)  | 3,408        | 0.48%        | 15/48        |                 |                 |                 |                 | [ 神 2 ]   | [ 明 5 ]   | [ 播 2 ]   | [ 加 2 ]   | [ 高 4 ]   | [ 姫 3 ]   |
| 1986(S61)  | 3,340        | -2.01%       | 15/48        |                 |                 |                 |                 | [ 神 2 ]   | [ 明 5 ]   | [ 播 2 ]   | [ 加 3 ]   | [ 高 4 ]   | [ 姫 3 ]   |
| 1987(S62)  | 3,093        | -7.38%       | 15/48        |                 |                 |                 |                 | [ 神 3 ]   | [ 明 6 ]   | [ 播 2 ]   | [ 加 3 ]   | [ 高 4 ]   | [ 姫 3 ]   |
| 1988(S63)  | 3,088        | -0.18%       | 17/48        |                 |                 |                 |                 | [ 神 3 ]   | [ 明 6 ]   | [ 播 2 ]   | [ 加 3 ]   | [ 高 4 ]   | [ 姫 4 ]   |
| 1989(H01)  | 3,014        | -2.40%       |              |                 |                 |                 |                 | [ 神 3 ]   | [ 明 6 ]   | [ 播 2 ]   | [ 加 3 ]   | [ 高 5 ]   | [ 姫 4 ]   |
| 1990(H02)  | 3,066        | 1.73%        | 17/48        |                 |                 |                 |                 | [ 神 3 ]   | [ 明 6 ]   | [ 播 3 ]   | [ 加 3 ]   | [ 高 5 ]   | [ 姫 4 ]   |
| 1991(H03)  | 3,216        | 4.92%        |              |                 |                 |                 |                 | [ 神 3 ]   | [ 明 7 ]   | [ 播 3 ]   | [ 加 4 ]   | [ 高 5 ]   | [ 姫 4 ]   |
| 1992(H04)  | 3,592        | 11.67%       | 14/48        |                 |                 |                 |                 | [ 神 4 ]   | [ 明 7 ]   | [ 播 4 ]   | [ 加 4 ]   | [ 高 5 ]   | [ 姫 4 ]   |
| 1993(H05)  | 4,151        | 15.56%       | 13/48        |                 |                 |                 |                 | [ 神 4 ]   | [ 明 7 ]   | [ 播 4 ]   | [ 加 4 ]   | [ 高 6 ]   | [ 姫 5 ]   |
| 1994(H06)  | 4,025        | -3.04%       | 11/48        |                 |                 |                 |                 | [ 神 4 ]   | [ 明 7 ]   | [ 播 4 ]   | [ 加 4 ]   | [ 高 6 ]   | [ 姫 5 ]   |
| 1995(H07)  | 4,041        | 0.41%        | 9/48         |                 |                 |                 |                 | [ 神 4 ]   | [ 明 7 ]   | [ 播 4 ]   | [ 加 5 ]   | [ 高 6 ]   | [ 姫 5 ]   |
| 1996(H08)  | 3,852        | -4.68%       | 12/48        |                 |                 |                 |                 | [ 神 4 ]   | [ 明 8 ]   | [ 播 4 ]   | [ 加 5 ]   | [ 高 6 ]   | [ 姫 5 ]   |
| 1997(H09)  | 3,847        | -0.14%       | 11/48        |                 |                 |                 |                 | [ 神 5 ]   | [ 明 8 ]   | [ 播 4 ]   | [ 加 5 ]   | [ 高 7 ]   | [ 姫 5 ]   |
| 1998(H10)  | 3,847        | 0.00%        | 10/48        |                 |                 |                 |                 | [ 神 5 ]   | [ 明 8 ]   | [ 播 4 ]   | [ 加 5 ]   | [ 高 7 ]   | [ 姫 6 ]   |
| 1999(H11)  | 3,688        | -4.13%       | 10/48        |                 |                 |                 |                 | [ 神 5 ]   | [ 明 8 ]   | [ 播 4 ]   | [ 加 5 ]   | [ 高 7 ]   | [ 姫 6 ]   |
| 2000(H12)  | 3,488        | -5.42%       | 10/48        |                 |                 |                 |                 | [ 神 5 ]   | [ 明 8 ]   | [ 播 4 ]   | [ 加 6 ]   | [ 高 7 ]   | [ 姫 6 ]   |
| 2001(H13)  | 3,603        | 3.30%        | 9/48         |                 |                 |                 |                 | [ 神 5 ]   | [ 明 9 ]   | [ 播 5 ]   | [ 加 6 ]   | [ 高 7 ]   | [ 姫 6 ]   |
| 2002(H14)  | 3,666        | 1.75%        | 9/48         |                 |                 |                 |                 | [ 神 6 ]   | [ 明 9 ]   | [ 播 5 ]   | [ 加 6 ]   | [ 高 7 ]   | [ 姫 6 ]   |
| 2003(H15)  | 3,523        | -3.89%       | 9/48         |                 |                 |                 |                 | [ 神 6 ]   | [ 明 9 ]   | [ 播 5 ]   | [ 加 6 ]   | [ 高 7 ]   | [ 姫 7 ]   |
| 2004(H16)  | 3,600        | 2.18%        | 9/49         |                 |                 |                 |                 | [ 神 6 ]   | [ 明 9 ]   | [ 播 5 ]   | [ 加 6 ]   | [ 高 8 ]   | [ 姫 7 ]   |
| 2005(H17)  | 3,784        | 5.10%        | 9/49         |                 |                 |                 |                 | [ 神 6 ]   | [ 明 9 ]   | [ 播 5 ]   | [ 加 7 ]   | [ 高 8 ]   | [ 姫 7 ]   |
| 2006(H18)  | 4,115        | 8.76%        | 6/49         |                 |                 |                 |                 | [ 神 6 ]   | [ 明 10 ]  | [ 播 5 ]   | [ 加 7 ]   | [ 高 8 ]   | [ 姫 7 ]   |
| 2007(H19)  | 4,545        | 10.45%       | 5/49         |                 |                 |                 |                 | [ 神 7 ]   | [ 明 10 ]  | [ 播 6 ]   | [ 加 7 ]   | [ 高 8 ]   | [ 姫 7 ]   |
| 2008(H20)  | 5,181        | 13.98%       | 5/49         |                 |                 |                 |                 | [ 神 7 ]   | [ 明 10 ]  | [ 播 6 ]   | [ 加 7 ]   | [ 高 8 ]   | [ 姫 8 ]   |
| 2009(H21)  | 5,638        | 8.83%        | 4/49         |                 |                 |                 |                 | [ 神 7 ]   | [ 明 10 ]  | [ 播 6 ]   | [ 加 7 ]   | [ 高 8 ]   | [ 姫 8 ]   |
| 2010(H22)  | 5,721        | 1.46%        | 4/49         |                 |                 |                 |                 | [ 神 7 ]   | [ 明 10 ]  | [ 播 6 ]   | [ 加 8 ]   | [ 高 8 ]   | [ 姫 8 ]   |
| 2011(H23)  | 5,677        | -0.77%       | 4/49         |                 |                 |                 |                 | [ 神 7 ]   | [ 明 11 ]  | [ 播 6 ]   | [ 加 8 ]   | [ 高 9 ]   | [ 姫 8 ]   |
| 2012(H24)  | 5,795        | 2.08%        | 4/49         |                 |                 |                 |                 | [ 神 8 ]   | [ 明 11 ]  | [ 播 6 ]   | [ 加 8 ]   | [ 高 9 ]   | [ 姫 8 ]   |
| 2013(H25)  | 5,942        | 2.55%        | 4/49         |                 |                 |                 |                 | [ 神 8 ]   | [ 明 11 ]  | [ 播 7 ]   | [ 加 8 ]   | [ 高 9 ]   | [ 姫 9 ]   |
| 2014(H26)  | 5,995        | 0.88%        | 4/49         |                 |                 |                 |                 | [ 神 8 ]   | [ 明 11 ]  | [ 播 7 ]   | [ 加 9 ]   | [ 高 9 ]   | [ 姫 9 ]   |
| 2015(H27)  | 6,129        | 2.24%        | 4/49         |                 |                 |                 |                 | [ 神 8 ]   | [ 明 11 ]  | [ 播 7 ]   | [ 加 9 ]   | [ 高 9 ]   | [ 姫 9 ]   |
| 2016(H28)  | 6,296        | 2.73%        | 4/49         |                 |                 |                 |                 | [ 神 8 ]   | [ 明 12 ]  | [ 播 7 ]   | [ 加 9 ]   | [ 高 9 ]   | [ 姫 9 ]   |
| 2017(H29)  | 6,490        | 3.09%        | 4/49         | 5,184           |                 | 79.86%          | 4/49            | [ 神 9 ]   | [ 明 12 ]  | [ 播 7 ]   | [ 加 9 ]   | [ 高 9 ]   | [ 姫 9 ]   |
| 2018(H30)  | 6,597        | 1.65%        | 4/49         | 5,364           | 3.49%           | 81.31%          | 4/49            | [ 神 9 ]   | [ 明 12 ]  | [ 播 8 ]   | [ 加 9 ]   | [ 高 10 ]  | [ 姫 10 ]  |

### 令和以降
| 令和以降  | 令和以降     | 令和以降     | 令和以降        | 令和以降        | 令和以降        | 令和以降 |
| 年度      | 乗車人員総数 | 乗車人員総数 | 内 定期利用者数 | 内 定期利用者数 | 内 定期利用者数 | 出典     |
| 年度      | 人/日        | 増減         | 人/日           | 増減            | 利用率          | 出典     |
| --------- | ------------ | ------------ | --------------- | --------------- | --------------- | -------- |
| 2019(R01) | 6,689        | 1.66%        | 5,478           | 2.40%           | 81.90%          | [ 高 1 ] |
| 2020(R02) | 5,984        | -10.54%      | 5,085           | -7.43%          | 84.98%          | [ 高 1 ] |
| 2021(R03) | 5,584        | -6.68%       | 4,658           | -8.41%          | 83.42%          | [ 高 1 ] |

## 駅周辺
| 北口周辺 |  | 北口周辺 |
| 北口周辺 |  |          |

かつては駅南側に、本線と沿う形で国鉄高砂線から分岐したキッコーマンへの専用線があった。現在は道路として整備されている。
また山陽電鉄がバス部門を保有していた時期は、駅前広場に隣接してバス車庫も設けられ、バス浜国道線（二見・明石方面）・北条線の相互接続駅としても機能していた（バス路線は神姫バスへ移管・浜国道線は休止中）。またバス車庫建屋は近年まで駐輪場として使われていた。
- 三菱重工業高砂製作所
- 神戸製鋼所高砂製作所[1]
- タクマ播磨工場[1]
- キッコーマン高砂工場[1]
  - 上記3社の社名が、荒井駅 - 伊保駅間の踏切の名称に含められている（上り方から神鋼前、タクマ、キッコーマン）。
- 高砂市民病院[1]
- 高砂警察署[1]
- 高砂荒井郵便局
- 高砂市立荒井小学校・幼稚園
- 真浄寺きくなみ保育園
- 荒井神社
  - 白兎愛育園
- 日本基督教団高砂教会
- あらい浜風公園
- 高砂市民プール
- イオン高砂店
  - 「アスパ」高砂店
- 高砂市立荒井中学校

## 隣の駅
山陽電気鉄道
本線
■特急・■直通特急（下記以外）
通過
■直通特急（ラッシュ時）
高砂駅 (SY 31) - 荒井駅 (SY 32) - 大塩駅 (SY 35)
■S特急・■普通
高砂駅 (SY 31) - 荒井駅 (SY 32) - 伊保駅 (SY 33)

### 利用状況
統計データ
1. ↑  “神戸市統計書”.   神戸市. 2023年9月5日閲覧。
2. ↑  “明石市統計書”.   明石市. 2023年9月5日閲覧。
3. ↑  “播磨町統計書”.   播磨町. 2023年9月5日閲覧。
4. ↑  “加古川市統計書”.   加古川市. 2023年9月5日閲覧。
5. 1 2  “高砂市統計書”.   高砂市. 2023年9月5日閲覧。
6. ↑  “姫路市統計要覧”.   姫路市. 2023年9月5日閲覧。

神戸市統計書
1. 1 2 3 4  『第59回 神戸市統計書(昭和57年度版)』 神戸市市長室企画調整部調査統計課、昭和58年3月印刷発行(菱三印刷株式会社)、pp.163-165
2. 1 2 3 4 5  『第64回 神戸市統計書(昭和62年度版)』 神戸市市長総局企画調整部調査統計課、昭和63年3月印刷発行(菱三印刷株式会社)、pp.136-137
3. 1 2 3 4 5  『第69回 神戸市統計書(平成4年度版)』 神戸市企画調整局企画部総合計画課、平成5年3月印刷発行(菱三印刷株式会社)、pp.149-150
4. 1 2 3 4 5  『第74回 神戸市統計書(平成9年度版)』 神戸市震災復興本部総括局復興推進部企画課、平成10年3月印刷発行(交友印刷株式会社)、pp.143-144
5. 1 2 3 4 5  『第79回 神戸市統計書(平成14年度版)』 神戸市企画調整局企画調整部総合計画課、平成15年3月印刷発行(有限会社 わかばやし印刷)、pp.151-152
6. 1 2 3 4 5  『第84回 神戸市統計書(平成19年度版)』 神戸市企画調整局企画調整部総合計画課、平成20年3月印刷発行(有限会社 わかばやし印刷)、pp.127-128
7. 1 2 3 4 5  第89回神戸市統計書 平成24年度版　(9 陸上運輸・空港) 9-3.鉄道市内各駅の乗車人員（山陽電気鉄道）
8. 1 2 3 4 5  第94回神戸市統計書 平成29年度版　(9 陸上運輸・空港) 9-3.鉄道市内各駅の乗車人員（山陽電気鉄道）
9. 1 2  第96回神戸市統計書 令和元年度版　(9 陸上運輸・空港) 9-3.鉄道市内各駅の乗車人員（山陽電気鉄道）

明石市統計書
1. ↑  『昭和54年版 明石市統計書』 明石市市役所総務部企画課統計係、昭和54年12月印刷発行(明光印刷有限会社)、pp.235-236
2. ↑  『昭和55年版 明石市統計書』 明石市役所総務部企画課統計係、昭和56年3月印刷発行(明光印刷有限会社)、pp.261-262
3. ↑  『昭和56年版 明石市統計書』 明石市総務部企画課統計係、昭和57年1月印刷発行(明光印刷有限会社)、pp.261-262
4. ↑  『昭和57年版 明石市統計書』 明石市総務部企画課統計係、昭和58年3月印刷発行(明光印刷有限会社)、pp.265-266
5. 1 2 3 4 5  『明石市統計書(昭和62年版)』 明石市企画部企画課統計係、昭和63年3月印刷発行(明光印刷有限会社)、p.212
6. 1 2 3 4  『明石市統計書(平成4年版)』 兵庫県明石市企画財政部企画課統計係、平成5年3月印刷発行(株式会社 ソーエイ)、p.212
7. 1 2 3 4 5  『明石市統計書(平成8年版)』 兵庫県明石市企画財政部企画課統計係、平成9年3月印刷発行(株式会社 ソーエイ)、p.216
8. 1 2 3 4 5  『明石市統計書(平成13年版)』 兵庫県明石市総務部情報管理課統計係、平成14年3月発行、p.218　(運輸及び通信) 199. 山陽電鉄 市内各駅年度別，月別乗車人員
9. 1 2 3 4 5  『明石市統計書 平成18年版（2006年）』 兵庫県明石市総務部情報管理課統計係、平成19年3月発行、p.220　(運輸及び通信) 193. 山陽電鉄 市内各駅年度別，月別乗車人員
10. 1 2 3 4 5  『明石市統計書 平成23年版（2011年）』 兵庫県明石市総務部情報管理課統計係、平成24年3月発行、p.218　(8. 運輸及び通信) 8-2. 山陽電鉄 市内各駅月別乗車人員
11. 1 2 3 4 5  明石市統計書 平成28年版（2016年）　(8. 運輸及び通信) 8-2. 山陽電鉄 市内各駅月別乗車人員
12. 1 2 3  明石市統計書 令和元年版（2019年）　(8. 運輸及び通信) 8-2. 山陽電鉄 市内各駅月別乗車人員

播磨町統計書
1. 1 2 3  はりま　統計資料編 1985(昭和60年) p.22 －4. 国鉄土山駅年間乗車人員・山陽電鉄本荘駅1日の乗降人員
2. 1 2 3 4 5 6 7 8 9  播磨町統計書 1990年(平成2年) p.26 －4. JR土山駅年間乗車人員・山陽電鉄本荘駅1日の乗降人員
3. 1 2  播磨町統計書 1999年(平成11年) p.27 －4. JR土山駅乗車人員・山陽電鉄播磨町駅1日の乗降人員
4. 1 2 3 4 5 6 7 8 9  『播磨町統計書（平成13年度版）』 兵庫県播磨町企画調整課、平成13年7月発行、p.27
5. 1 2 3 4 5 6  播磨町統計書 2007年(平成19年) p.28 －(9.公園・交通・通信) 3.JR土山駅・山陽電鉄播磨町駅の乗車人数
6. 1 2 3 4 5 6  播磨町統計書 2013年(平成25年) p.25 －(7.公園・交通・通信) 3.JR土山駅・山陽電鉄播磨町駅の乗車人数
7. 1 2 3 4 5  播磨町統計書 2018年(平成30年) p.25 －(7.公園・交通・通信) 3.JR土山駅・山陽電鉄播磨町駅の乗車人数
8. ↑  播磨町統計書 2020年(令和2年) p.25 －(7.公園・交通・通信) 3.JR土山駅・山陽電鉄播磨町駅の乗車人数

加古川市統計書
1. 1 2 3  『加古川市統計書(昭和56年版)』 編集：加古川市総務部総務課(昭和56年10月)、発行：兵庫県加古川市役所(昭和56年12月)、p.96(「資料　山陽電気鉄道株式会社明石管理駅(1日の乗車人員を1年に換算)」と記載あり
2. 1 2 3 4 5  『加古川市統計書(昭和61年版)』 編集：加古川市総務部総務課(昭和61年12月)、発行：兵庫県加古川市役所(昭和62年1月)、p.104(「資料　山陽電気鉄道株式会社明石管理駅　注）1日の乗車人員を1年に換算」と記載あり
3. 1 2 3 4 5  『加古川市統計書(平成3年度版)』 編集：加古川市総務部総務課(平成4年2月)、発行：兵庫県加古川市役所(平成4年3月)、p.106(「資料　山陽電気鉄道株式会社　注）1日の乗車人員を1年に換算」と記載あり
4. 1 2 3 4  『加古川市統計書(平成7年度版)』 編集：加古川市総務部総務課(平成8年2月)、発行：兵庫県加古川市役所(平成8年3月)、p.105
5. 1 2 3 4 5  『加古川市統計書(平成12年度版)』 兵庫県加古川市総務部総務課、平成13年3月発行、p.107
6. 1 2 3 4 5  加古川市統計書 平成17年度版(2005年度)　(10章 運輸及び通信) 10-2. 山陽電鉄駅別乗車人員
7. 1 2 3 4 5  加古川市統計書 平成22年度版(2010年度)　(10章 運輸及び通信) 10-2. 山陽電鉄駅別乗車人員
8. 1 2 3 4  加古川市統計書 平成26年度版(2014年度)　(10章 運輸及び通信) 10-2. 山陽電鉄駅別乗車人員
9. 1 2 3 4 5  加古川市統計書 令和元年度版(2019年度)　(10章 運輸及び通信) 10-2. 山陽電鉄駅別乗車人員

高砂市統計書
1. 1 2 3 4  『高砂市統計書 令和4年版』９　運輸・通信
2. 1 2 3 4  『高砂市統計書 昭和57年版』 編集：市長公室企画課、発行：高砂市役所(昭和57年7月)、p.56
3. ↑  『高砂市統計書 昭和59年版』 編集：企画部企画課、発行：高砂市役所(昭和59年7月)、p.49
4. 1 2 3 4 5 6  『高砂市統計書 平成元年版』 編集：企画部企画課、発行：高砂市役所(平成元年8月)、p.51
5. 1 2 3 4  『高砂市統計書 平成8年版』 編集：総務部総務課、発行：高砂市役所(平成8年11月)、p.49
6. 1 2 3 4  『高砂市統計書 平成12年版』 高砂市総務部文書課、平成13年2月発行、p.49
7. 1 2 3 4 5 6 7  『高砂市統計書 平成16年版』 高砂市総務部文書課、平成17年2月発行、p.49
8. 1 2 3 4 5 6 7  『高砂市統計書 平成23年版』 高砂市企画総務部総務課、平成24年2月発行、p.47
9. 1 2 3 4 5 6 7  『高砂市統計書 平成30年版』 高砂市企画総務部総務室総務課、平成30年2月発行、p.47
10. ↑  『高砂市統計書 令和元年版』９　運輸・通信

姫路市統計要覧
1. ↑  『姫路市統計要覧 昭和54年版』 姫路市理財局企画財政部企画課、昭和54年12月1日発行（印刷所　高橋総合印刷株式会社）、p.80
2. 1 2 3 4 5  『姫路市統計要覧 昭和59年版』 姫路市企画局調整課、昭和60年3月発行、p.148, p.150
3. 1 2 3 4  『姫路市統計要覧 昭和63年版』 姫路市企画局総合企画室、平成元年3月発行、p.106(「注）定期乗車人員算定方法について、59年度までは交通量調査の資料を基礎としていたが、60年度からは、実績を採用している。」との記載あり）
4. 1 2 3 4 5  『姫路市統計要覧 平成5年版』 姫路市総務局総務部情報管理課、平成6年3月発行、pp.102-103
5. 1 2 3 4 5  姫路市統計要覧 - 平成10年（1998年）版 10.運輸・通信
6. 1 2 3 4 5  姫路市統計要覧 - 平成15年（2003年）版 10.運輸・通信
7. 1 2 3 4 5  姫路市統計要覧 - 平成20年（2008年）版 10.運輸・通信
8. 1 2 3 4 5  姫路市統計要覧 - 平成25年（2013年）版 10.運輸・通信
9. 1 2 3 4 5  姫路市統計要覧 - 平成30年（2018年）版 10.運輸・通信
10. ↑  姫路市統計要覧 - 令和元年（2019年）版 10.運輸・通信